# 万景台
万景台（まんけいだい、マンギョンデ、朝: 만경대）は、朝鮮民主主義人民共和国平壌市万景台区域にある丘である。古くからの景勝地で革命の聖地の一つである。

## 概要
平壌市街西郊にあり、中心部から西に数キロ程度の場所に広がる。大同江の下流のほとりの北側にある。かなりの部分が万景台森林公園・万景台遊園地となっている。中央部には金日成の生家があり、外国人の平壌観光旅行では定番の観光箇所となっている。東側には万景台革命学院の敷地が広がる。東端にはスポーツ施設団地「青春通りスポーツ村」が立地している。北隣には万景台学生少年宮殿がある。平壌市の行政区画の一つである「万景台区域」は万景台が由来となっている。この丘の最高峰が万景峰（만경봉 マンギョンボン）であり、日朝間を結ぶ貨客船の名前「万景峰号」の由来となった。

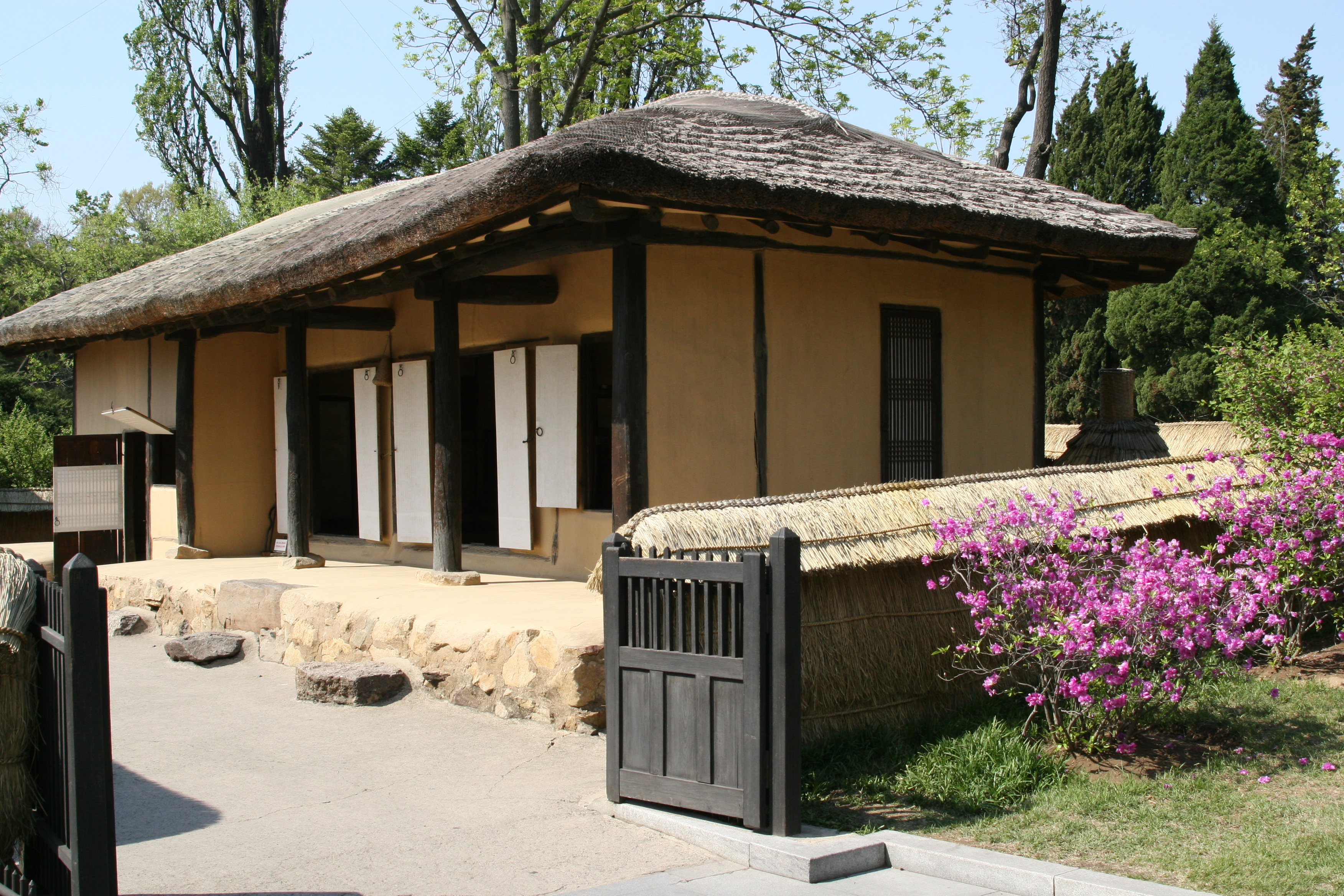
金日成の生家
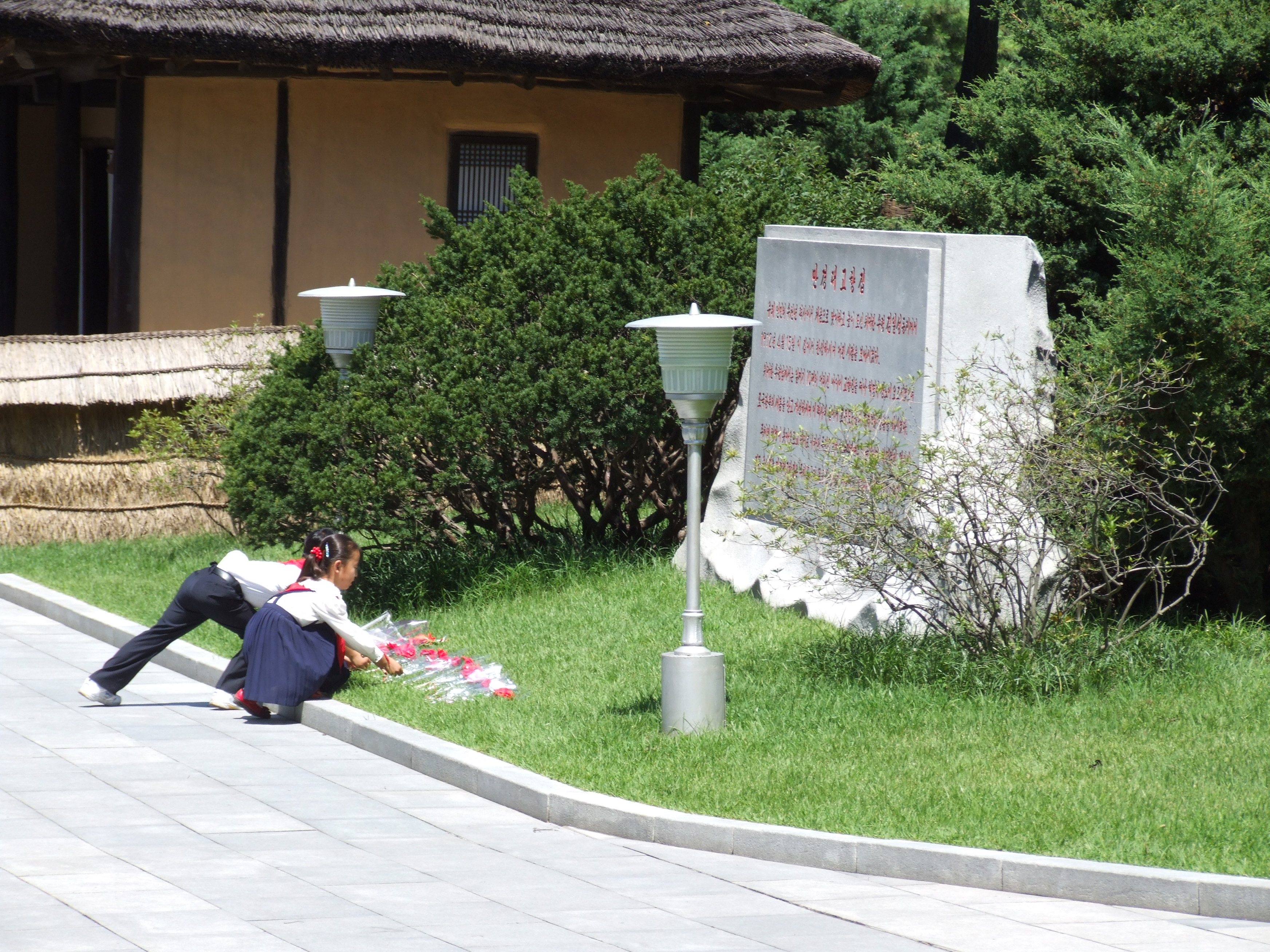
献花する少女
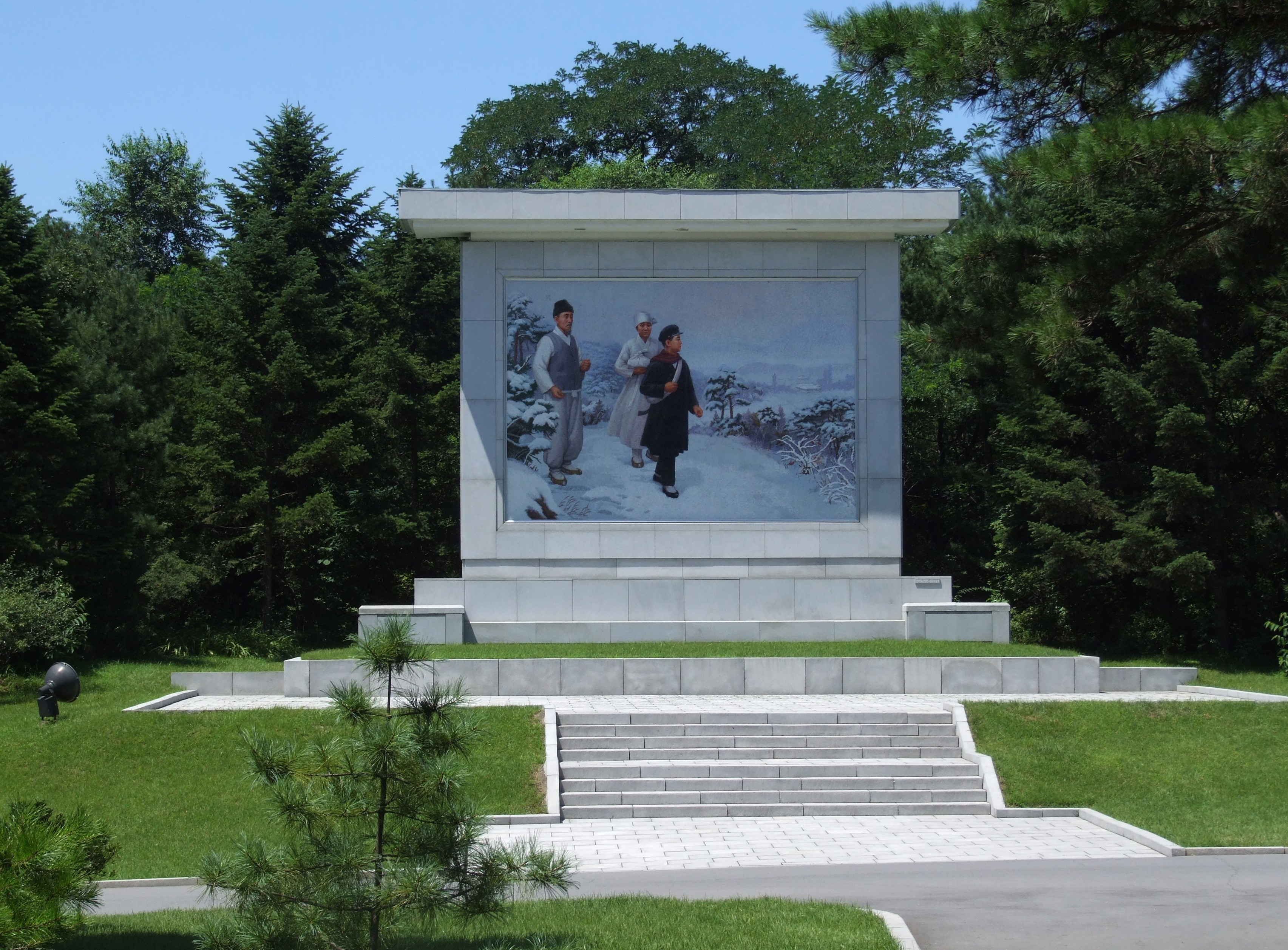
金日成の足跡を描いた絵画
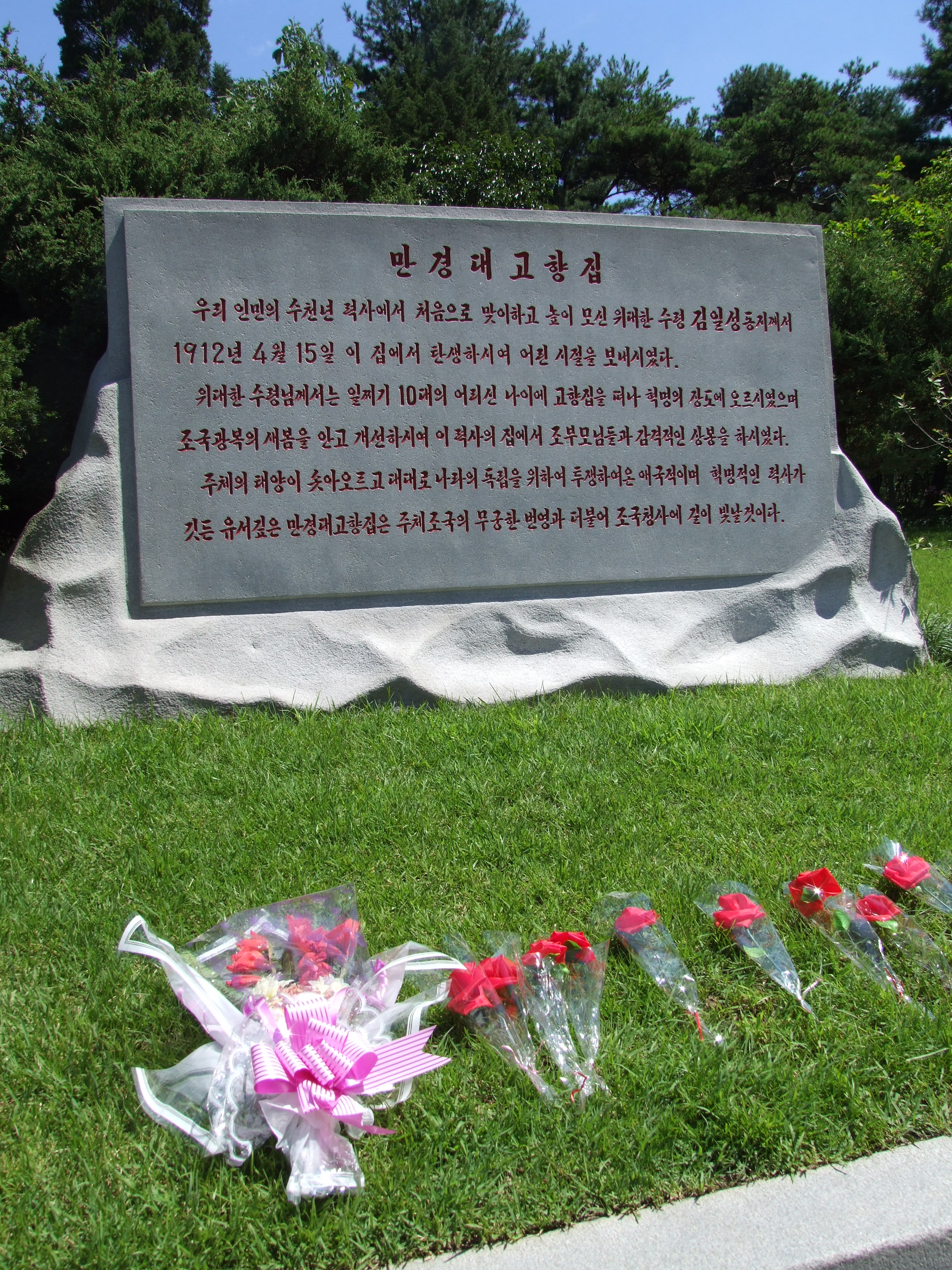
石碑と献花
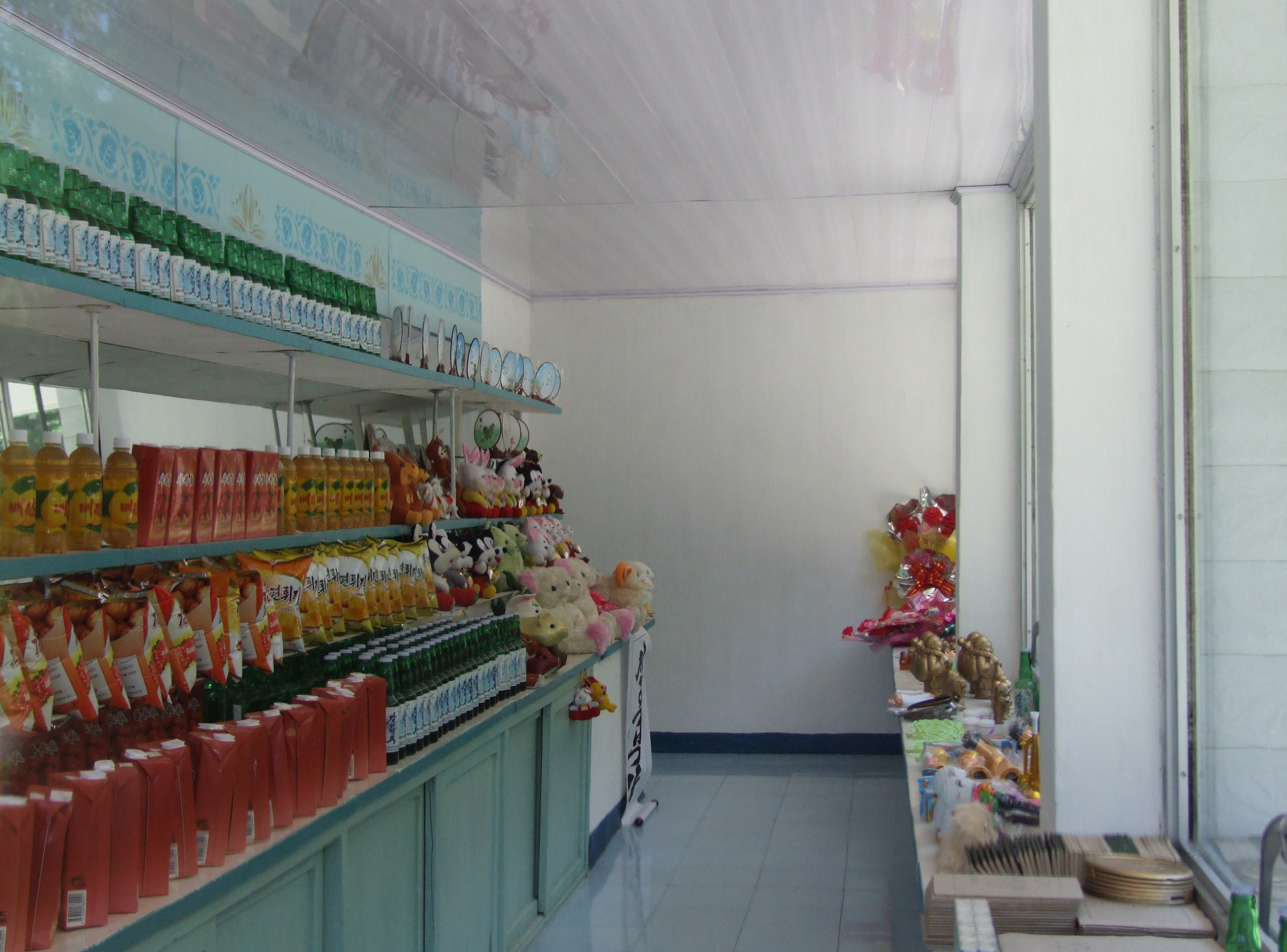
売店の様子
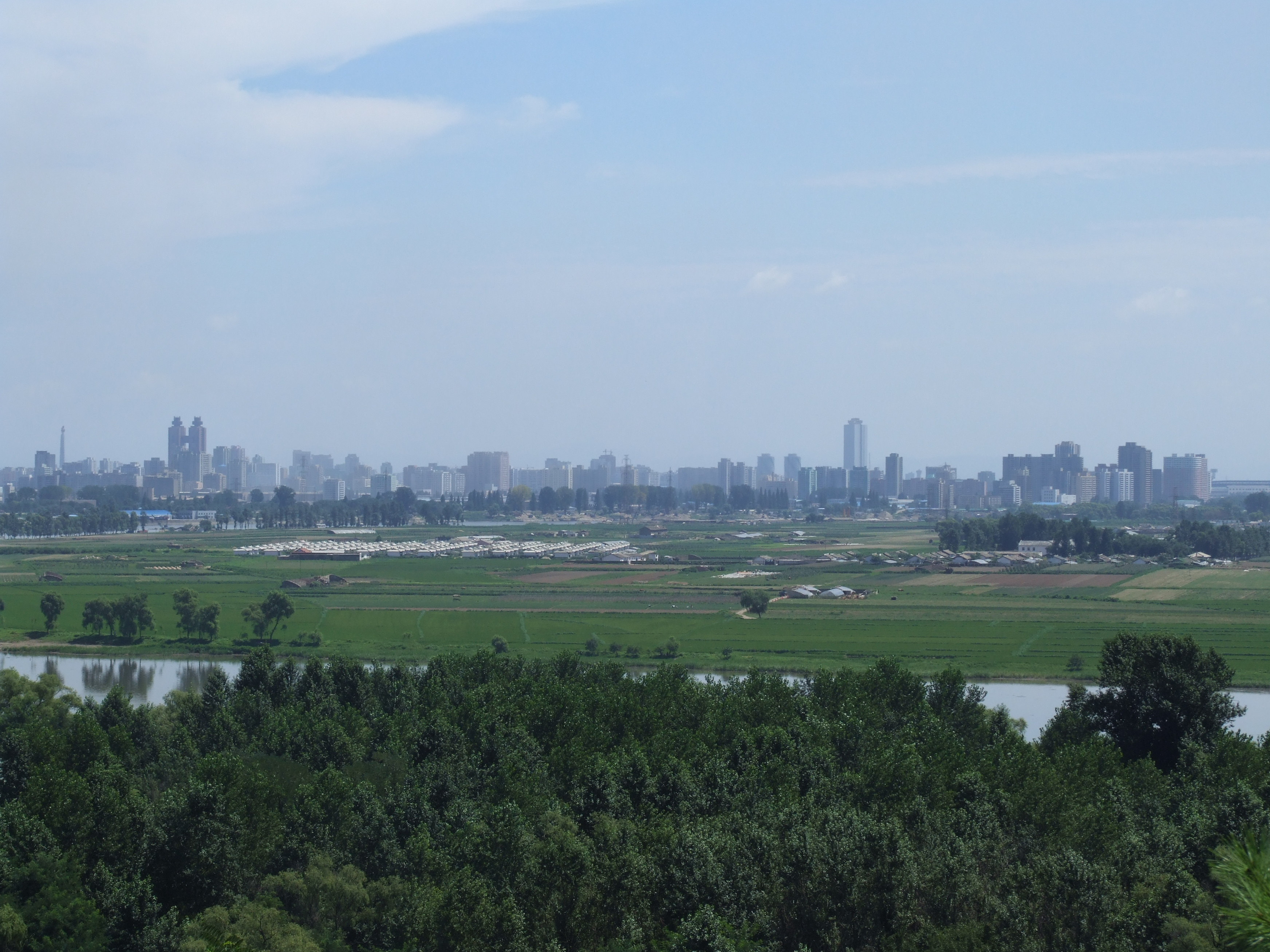
市街地方面を望む（中間の低地はトゥル島）

## 施設
- 金日成の生家 - 市街から道のり12km程度
- 万景台革命事績館
- 万景台革命学院
- 順和学校

金日成の父・金亨稷が青少年を教育した学校